# Éditions Alto
Pour les articles homonymes, voir Alto.
Alto est une maison d'édition francophone fondée à Québec en février 2005 par Antoine Tanguay. Cette maison indépendante publie des romans et des nouvelles d'auteurs québécois, ainsi que des traductions d'auteurs anglophones (Canada, États-Unis, Angleterre et Australie). Alto compte également une collection de format poche (CODA) et une autre de livres illustrés (Rubato).

## Livres primés par ordre de parution
- Nikolski de Nicolas Dickner : Prix des libraires du Québec 2006, Prix Anne-Hébert 2006, Prix littéraire des collégiens 2006 et le Prix des libraires 15e anniversaire 2008 (http://auteurs.contemporain.info/document.php?oeuvre=Nikolski&no=680)
- Un jardin de papier de Thomas Wharton, traduit de l’anglais par Sophie Voillot : Prix littéraire du Gouverneur général 2006(traduction) (http://ggbooks.canadacouncil.ca/en/about-apropos/archives/2006/Winners/Un%20jardin%20de%20papier.aspx)
- Parfum de poussière de Rawi Hage, traduit de l’anglais par Sophie Voillot : Prix des libraires du Québec 2008 (http://voir.ca/livres/2008/02/07/rawi-hage-parfum-de-poussiere/), Gagnant du Combat des livres de Radio-Canada 2009 (http://www.radio-canada.ca/radio/christiane/combat2009/jour5.shtml)
- Les Carnets de Douglas de Christine Eddie : Prix France-Québec 2008 (http://www.mrifce.gouv.qc.ca/quebecamonde/fr/Vol5_no3/europe/laureate.asp), Prix Senghor du premier roman francophone 2009 (http://www.lapresse.ca/arts/livres/200910/13/01-910881-christine-eddie-remporte-un-prix-litteraire-francais.php)
- Du bon usage des étoiles de Dominique Fortier : Prix Gens de mer 2011 (http://www.etonnants-voyageurs.com/spip.php?article4959)
- Maleficium de Martine Desjardins : Prix Jacques Brossard 2010 (http://www.grandprixsffq.ca/2008/index.php?option=com_content&task=view&id=46&Itemid=44)
- Le Cafard de Rawi Hage, traduit de l'anglais par Sophie Voillot : Prix littéraire du Gouverneur général (traduction) 2010 (http://ggbooks.canadacouncil.ca/fr/about-apropos/archives/2010/Winners/Le%20cafard.aspx)
- L'Évocation de Martine Desjardins : Prix Ringuet de l'Académie des lettres du Québec 2006 (http://www.academiedeslettresduquebec.ca/prix/ringuet)
- Les Frères Sisters de Patrick deWitt : Prix des libraires du Québec 2013 (http://www.prixdeslibraires.qc.ca/_actualites/article/61)
- De synthèse de Karoline Georges : Prix littéraire du Gouverneur général du Canada 2018 (https://livresgg.ca/de-synthese)

## Auteurs
| - Sophie Beauchemin - Deni Y. Béchard - Alexandre Bourbaki - Patrick Brisebois - Sébastien Chabot - Marc H. Choko - Martine Desjardins (écrivaine) - Patrick deWitt - Nicolas Dickner - Christine Eddie - Max Férandon - Isabelle Forest - Dominique Fortier - Jonathan Franzen - Steven Galloway - Karoline Georges - Tom Gilling - Rawi Hage - Julie Hétu - Clint Hutzulak - Toni Jordan - Andrew Kaufman | - Serge Lamothe - Lori Lansens - Margaret Laurence - Robert Lepage - Catherine Leroux - Marina Lewycka - Annabel Lyon - Howard McCord - Anne Michaels - David Mitchell - Marie Hélène Poitras - Paul Quarrington - C.S. Richardson - Diane Schoemperlen - Emily Schultz - Neil Smith (auteur) - Larry Tremblay - Hélène Vachon - Jean-Marc Vallée - Sarah Waters - Thomas Wharton - Alissa York |

## Illustrateurs
| - Jimmy Beaulieu - Tom Gauld - Edward Gorey - Fred Jourdain | - Lino - Matte Stephens |